# Stuart Baird
Stuart Baird (Uxbridge, 30 novembre 1947) è un produttore cinematografico, montatore e regista britannico.

## Biografia
Per i lavori in Superman nel 1978, è stato candidato per l'Oscar al miglior montaggio. Ha ricevuto un'altra nomination per l'editing di Gorilla nella nebbia fatto nel 1988. Prima del suo rapporto di lavoro con Richard Donner, Baird lavorò come assistente regista. Baird lavorò con Russell su cinque grandi film. Lavorò inoltre come assistente di redazione di Russell nel film I diavoli realizzato nel 1971. Nel 1989 accettò una posizione di personale a tempo pieno dal redattore Warner Bros. Con Warner Bros. supervisionò il montaggio sui film 58 minuti per morire - Die Harder fatto nel 1990 e Robin Hood - Principe dei ladri nel 1991.

## Filmografia parziale

### Produttore
- Lara Croft: Tomb Raider, regia di Simon West (2001) - produttore esecutivo
- Raccolto amaro (Bitter Harvest), regia di George Mendeluk (2017)

### Montatore
- Tommy, regia di Ken Russell (1975)
- Lisztomania, regia di Ken Russell (1975)
- Il presagio (The Omen), regia di Richard Donner (1976)
- Superman, regia di Richard Donner (1978)
- Stati di allucinazione (Altered States), regia di Ken Russell (1980)
- Atmosfera zero (Outland), regia di Peter Hyams (1981)
- Cinque giorni una estate (Five Days One Summer), regia di Fred Zinnemann (1982)
- Il console onorario (The Honorary Consul), regia di John Mackenzie (1983)
- Revolution, regia di Hugh Hudson (1985)
- Ladyhawke, regia di Richard Donner (1985)
- Arma letale (Lethal Weapon), regia di Richard Donner (1987)
- Gorilla nella nebbia (Gorillas in the Mist), regia di Michael Apted (1988)
- Tango & Cash, regia di Andrej Končalovskij (1989)
- Arma letale 2 (Lethal Weapon 2), regia di Richard Donner (1989)
- 58 minuti per morire - Die Harder (Die Hard 2), regia di Renny Harlin (1990)
- L'ultimo boy scout (The Last Boy Scout), regia di Tony Scott (1991)
- Il grande volo (Radio Flyer), regia di Richard Donner (1992)
- Demolition Man, regia di Marco Brambilla (1993)
- Maverick, regia di Richard Donner (1994)
- Decisione critica (Executive Decision), regia di Stuart Baird (1996)
- The Legend of Zorro, regia di Martin Campbell (2005)
- Casino Royale, regia di Martin Campbell (2006)
- Prospettive di un delitto (Vantage Point), regia di Pete Travis (2008)
- Whiteout - Incubo bianco (Whiteout), regia di Dominic Sena (2009)
- Fuori controllo (Edge of Darkness), regia di Martin Campbell (2010)
- Salt, regia di Phillip Noyce (2010)
- Lanterna Verde (Green Lantern), regia di Martin Campbell (2011)
- Skyfall, regia di Sam Mendes (2012)
- 47 Ronin, regia di Carl Rinsch (2013)
- Tomb Raider, regia di Roar Uthaug (2018)
- Di là dal fiume e tra gli alberi (Across the River and into the Trees), regia di Paula Ortiz (2022)

### Regista
- Decisione critica (Executive Decision) (1996)
- U.S. Marshals - Caccia senza tregua (U.S. Marshals) (1998)
- Star Trek - La nemesi (Star Trek: Nemesis) (2002)